# Arablira
Arablira (Puffinus persicus) är en fågel i familjen liror inom ordningen stormfåglar, förekommande i Indiska oceanen.

## Utseende
Arabliran är en liten svartvit lira med relativ breda vingar och lång stjärt. Kroppslängden är 27-33 centimeter, vingbredden 64-74.
Den är mycket lik tropikliran (P. bailloni), men är något brunare ovan även om den ser svart ut på håll. Den kan också olikt tropikliran uppvisa vitaktig panna och ögonbrynsstreck. Undersidan av vingen är mer sotfärgad med mörka axillarer som bildar en kil över de flesta av armtäckarna samt en bred mörk vingbakkant. Benen är rosa (blåaktiga hos tropikliran). Den ses flyga lågt över havet med snabba vingslag avlösta av korta glid, men kan övergå till båglik lirflykt i starka vindar.

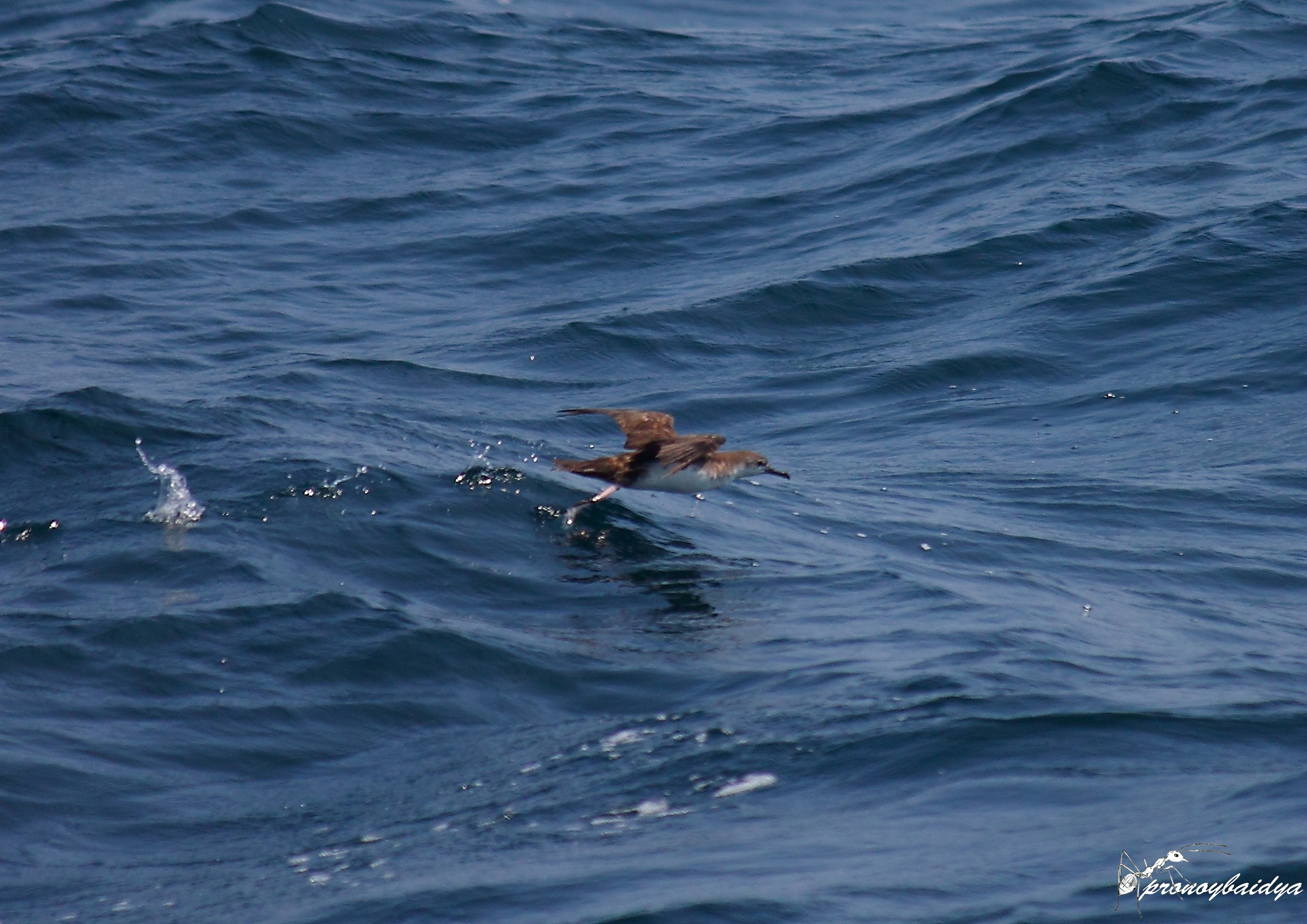
Arablira utanför Goa.

## Läten
Lätena är bristfälligt dokumenterade, särskilt för nominatformen persicus (se nedan). Fåglar på Mohéli (underarten temptator) har hörts avge ett "tchereh-tèè", mestadels på kvällen, men även på natten och före gryningen. Jämfört med tropiklira som häckar på Réunion är lätena ljusare och kortare.

## Utbredning och systematik
Arabliran delas in i två underarter med följande utbredning:
- Puffinus persicus persicus – häckar på olika platser vid Arabiska havet och angränsande vatten, huvudsakligen i ögruppen Kuria Muria utanför Oman samt på Sokotra[1]
- Puffinus persicus temptator – häckar på ön Mohéli i ögruppen Komorerna.

Arten förekommer året runt i häckningsområdet, sällsynt i Persiska viken. Den ses regelbundet i Indien, Iran, Pakistan, Somalia, Saudiarabien och Förenade Arabemiraten. Tillfälligt har arabliran observerats i Kuwait och Israel.

### Släktskap
Tidigare har arten tillsammans med boninlira och tropiklira behandlats som underart till kariblira. De flesta behandlar den numera som egen art efter studier, alternativt som underart till tropiklira (P. bailloni). Det förekommer även diskussioner kring möjligheten att taxonet temptator tillhör tropikliran.

## Levnadssätt
Som andra liror är arten havslevande. Den häckar i kolonier på klippor i hål och skrevor. Som sina släktingar tros den leva av fisk, bläckfisk och skaldjur. Mycket lite är känt om dess häckningsbiologi, men tros generellt häcka sommartid.

## Status och hot
Arten minskar i antal, dock inte tillräckligt kraftigt för att den ska betraktas som hotad. Internationella naturvårdsunionen IUCN kategoriserar den därför som livskraftig (LC). Populationen av nominatformen tros utgöra flera tusen par medan temptator uppskattas bestå av färre än 500 par. Dock anses det troligt att det finns oupptäckta häckningskolonier, varför artens världspopulation antagligen överstiger 10.000 vuxna individer.